# Janusz Duda
Janusz Duda (* 1961; † 5. Juli 2024) war ein polnischer Skispringer. Er gewann zweimal den polnischen Meistertitel: 1983 im Einzel von der Normalschanze sowie 1985 mit dem Team.

## Werdegang
Duda, der seine Karriere bei TS Wisła Zakopane startete, gab sein Weltcupdebüt am 26. Januar 1980 in Zakopane. Einen Tag später gelang ihm mit dem 30. Platz bereits sein bestes Weltcup-Resultat seiner Karriere. Nach einer zweimonatigen Pause war er zum Abschluss der Weltcup-Saison in Štrbské Pleso wieder Teil des polnischen Kaders, konnte jedoch erneut keine Punkte erspringen.
Zur Weltcup-Saison 1982/83 gehörte Duda zum festen Bestandteil des polnischen Nationalkaders. Bei seiner ersten und einzigen Vierschanzentournee belegte er in der Gesamtwertung den 56. Rang. Nachdem er auch in den folgenden Weltcupspringen nur in den hinteren Rängen zu finden war, wurde Duda Ende Januar aus dem Weltcup-Team gestrichen. Dennoch konnte er im Februar 1983 seinen größten Erfolg feiern, als er bei den nationalen Meisterschaften von der Średnia Krokiew Piotr Fijas und Tadeusz Fijas hinter sich lassen konnte und den Meistertitel gewann.
Duda startete zwischen 1983 und 1985 bei insgesamt fünf Wettbewerben des zweitklassigen Europacups, wo er mit dem neunten Rang in Chamonix im Januar 1984 seine beste Platzierung erzielte. Bei der Beskiden-Tour war Duda regelmäßiger Teilnehmer, konnte sich aber in den ersten Jahren nur im Mittelfeld platzieren. Sein bestes Ergebnis erreichte er 1985, als er beim Springen von der Malinka in Wisła den zweiten Platz belegte, was allerdings trotzdem nicht für eine Podiumsplatzierung in der Gesamtwertung ausreichte.
Duda beendete seine Karriere 1988 nach einem neunten Platz bei den polnischen Meisterschaften in Zakopane.
Nach seiner sportlichen Laufbahn war er als Fahrer für die Stadtverwaltung von Zakopane tätig. Er starb im Juli 2024 im Alter von 63 Jahren.

## Statistik

### Vierschanzentournee-Platzierungen
| Saison  | Platz | Punkte |
| ------- | ----- | ------ |
| 1982/83 | 56.   | 490,0  |